# トランペット協奏曲
トランペット協奏曲（トランペットきょうそうきょく）は、トランペットを独奏楽器とする協奏曲。

## 歴史
協奏曲が非常に栄えたバロック時代にはきらびやかな音色が好まれ、テレマンらによって多く作曲された。現在定番とされているレパートリーも多くはこの時代のものである。しかしそれ以降の古典派や前期ロマン派の時代では、作曲家たちがより深みのある作品を作ろうとする傾向へと時代が流れていく中で、当時のナチュラルトランペットには自然倍音しか出せないという決定的な弱点があったため、トランペットは作曲家たちの要求に応えることが出来ず、トランペット協奏曲はあまり作られなくなった。ちなみに、その弱点を補う装置をつけた楽器のための協奏曲をハイドンが1曲作曲しているが、この曲は現時点で一般に最も有名なトランペット協奏曲である。
19世紀に発明されたヴァルヴ・トランペットが普及してくると、状況は一変した。トランペットは作曲家の要求に応えうる高度な演奏能力を備えた楽器となったため、トランペット協奏曲も再び脚光を浴びるようになったのである。
しかし現代のトランペットは、音色、音域、奏法などの観点で金管楽器の中で最も独奏に適した楽器のひとつにはなったが、いまだ定番といえるレパートリーはそれほど多くはない。

## 有名な作曲家と作品
- トレルリ
- アルビノーニ
- ヴィヴァルディ - 2つのトランペットのための協奏曲 ハ長調 RV.537
- テレマン - ターフェルムジーク（1733年）
- J.S.バッハ - ブランデンブルク協奏曲第2番（1721年）
- L.モーツァルト - トランペット協奏曲（1762年）
- ハイドン - トランペット協奏曲変ホ長調（1796年）
- フンメル - トランペット協奏曲ホ長調（1803年）
- トマジ （1949年）
- ジョリヴェ - トランペットと弦楽、ピアノのための小協奏曲（トランペット協奏曲第1番、1948年）、トランペット協奏曲第2番（1954年）
- ヴァインベルク （1967年）
- アルチュニアン - トランペット協奏曲変イ長調（1950年）
- ツィンマーマン - トランペット協奏曲ハ長調『誰も知らない私の悩み』（Nobody knows de trouble I see）（1954年）
- アルフレッド・リード - トランペットと吹奏楽のための協奏曲（1996年）
- シチェドリン - トランペット協奏曲（ロシア語版）（1993年）